# Београд у Народноослободилачкој борби
Краљевина Југославија је 25. марта 1941. приступила Тројном пакту. Због тога је 27. марта уследио масовни протест у Београду и државни удар. Град је 6. и 7. априла тешко бомбардован од стране немачке авијације и убијено је на хиљаде људи. Југославију су напале немачке, италијанске, мађарске и бугарске снаге. Београд је окупиран 12. априла, а сремска предграђа су ушла у састав Независне Државе Хрватске, нацистичке марионетске државе.
Одмах по окупацији Београд је постао центар окупационе власти у Србији. У граду су формирани логори, Бањица и Сајмиште, кроз које је прошло око 450.000 људи, а стрељано је преко 70.000 затвореника. Током читавог рата у Београду је постојао јак покрет отпора, који је вршио саботаже и диверзије, а неколико хиљада Београђана је отишло у партизанске одреде који су дејствовали у околини Београда. Београд је 16. 17. априла 1944. године, доживео још једно бомбардовање, савезничко, у којем је погинуло око 1.200 грађана.
Борбе за ослобођење града су почеле 13. и 14. октобра, а град је коначно ослобођен 20. октобра 1944. Ослободили су га заједничким снагама, јединице НОВ Југославије и Црвене армије.
Због хероизма својих грађана, као и жртава које су поднели, град Београд је 20. октобра 1974. године одликован Орденом народног хероја.

## Бомбардовање Београда и Априлски рат
6. априла 1941. године Немачка авијација отпочела је ваздушне нападе на Београд. први напад, у три таласа, уз учешће 234 бомбардера и 120 ловаца трајао је од 6:30 до 8:00 часова. током дана су изведена још три напада. Гађани су објекти: железничка станица, електрична централа, болнице, стамбене четврти и склоништа у парковима. До 8. априла је од бомбардовања погинуло око 12.000 лица. Порушене су 672 зграде, јако је оштећена 1.601 зграда, а делимично је оштећено 6.829 зграда.
О резултатима шестоаприлског бомбардовања Београда, немачки пуковник Тусен, као очевидац, 16. априла 1941. године, послао је извештај Хитлеру: "Према лично добијеним утисцима, ваздушни напад на Београд био је мање у вези са војним операцијама... Битан моменат дејства ваздушног напада на Београд био је изненађење. Кратко пред напад дат је аларм за напад из ваздуха, али се становништво, које је мислило да се ради о некаквој вежби за заштиту из ваздуха, није освртало на то. Напад је био временски концентрисан и изненадио је становништво у кућама или на улицама. Људи су делом још спавали, а сељаци су се баш возили са периферије у центар града на пијаце. Отуда је почетак напада довео до великих губитака, а морални утисак је био веома снажан... Морална последица напада битно је појачана буком „штука“ и бомби, што је стварало утисак сталне претње и онда када је дејство удаљено. Присуство жена и деце и осећај да они ни на који начин не могу ефикасно да се заштите, нити да им се може помоћи, оптерећивало је нерве мушкарцима. Људи који су унезверено тумарали улицама тамо-амо и гледали како им се куће руше, а они остају без крова над главом створили су и сами панику... Лешеви, који су се налазили свуд унаоколо, пружили су језовиту слику. Пошто су у Београду организација за заштиту из ваздуха и служба за спасавање потпуно затајиле, лешеви су данима остали да леже на улицама, посути само цвећем... Материјална последица напада постала је нарочито тешка услед уништења електричних и водоводних инсталација, до чега је готово одмах уследило. Њихово уништавање приликом дужег, сталног напада, довело је, после око две седмице, до катастрофе и људе је приморало да напусте град... "
Услед изненадног напада на Београд 6. априла 1941. године, један број Југословенских авијатичара, пилота ловаца, винуо се у небо без посебне наредбе и покушао, храбро и пожртвовано да брани слободу своје земље и да се супротстави непријатељу.
За одбрану Београда био је одређен VI ловачки пук, смештен у Земуну и Прњавору. Овај пук је имао 43 авиона ловаца и храбре ваздухопловце, који су пружили снажан отпор. Непријатељ је био збуњен храброшћу Југословенских пилота. Јунаштвом се истакао пилот-ловац Душан Борчић, који се први винуо у сусрет непријатељу и храбро погинуо. У тој неравноправној борби изгинули су: Милош Жуњић, Михо Клавора, Јово Капесић, Бранислав Тодоровић, Карло Штребек, Милутин Петров, Миливоје Бошковић, Владимир Горуп и Добрица Новаковић. Ови храбри пилоти часно су бранили Београд. У знак сећања на њих и поштовање према њиховом јунаштву једна београдска улица, на Звездари носи име Улица Десет авијатичара.
У Београд је 12. априла 1941. године ушло извиђачко одељење немачког 41. моторизованог корпуса из правца Панчева. Током ноћи и јутра у град су ушли делови VII оклопне дивизије из правца Земуна и XI оклопне дивизије из правца Тополе.
У Београду је 17. априла 1941. године, у Штабу немачке II армије, потписана безусловна капитулација Југословенске краљевске војске. Овај акт су потписали представници југословенске оружане силе Александар Цинцар-Марковић и генерал Радивоје Јанковић, представник немачке војске армијски генерал фон Вајкс и италијански краљевски изасланик у Београду пуковник Бонофати.

## Београд под окупацијом

### Београдски логори
Први логор у Београду формиран је 5. јула 1941. године на Бањици у бившој касарни 18. пешадијског пука. Управник логора био је злогласни Светозар Вујковић, некадашњи агент у Управи града Београда. Логор је функционисао до почетка октобра 1944. године. За три и по године постојања кроз њега је прошло око 250.000 људи, а убијено је преко 30.000.
На левој обали Саве, на некадашњем Сајмишту, Немци су октобра 1941. године, формирали посебан логор, намењен Јеврејима. Касније су поред Јевреја, у логору били заточени и таоци, антифашисти, присталице НОП-а и др. Логор је постојао све до јула 1944. године, када је расформиран, јер је био оштећен приликом савезничког бомбардовања. Кроз логор је прошло око 200.000 људи, од чега је убијено преко 40.000.

## Београд центар устанка народа Југославије
Напад Немачке на Совјетски Савез, 22. јуна 1941. године, комунисти и други патриоти у Београду дочекали су спремни на акцију. Истог дана састао се Политбиро ЦК КПЈ. На овом састанку, после свестране анализе новонастале ситуације, одлучено је да се одмах позове у оружану борбу. Проглас с таквим позивом је одмах штампан, и већ 23. јуна почело је растурање по Београду и целој земљи. Била је то историјска одлука. Београд се претворио у центар у коме су се бројни руководећи органи НОП-а формирали, састајали и доносили планове за покретање оружане ослободилачке борбе.
Политбиро ЦК КПЈ одржао је у Београду, 4. јула 1941. године, још један историјски састанак, на којем су његови чланови одлучили да се одмах почну оружане акције. Израђен је и детаљан план о покретању партизанских акција и формирању партизанских одреда у целој земљи. После тог састанка, у Београду су се, 12. и 25. јула појавила још два значајна прогласа ЦК КПЈ. У њима је детаљно разрађена политичка линија КПЈ и њена платформа у борби за ослобођење земље.
Одазивајући се позиву ЦК КПЈ, београдски комунисти и други родољуби су, већ у јулу, почели да у граду врше озбиљне акције против окупатора. Упоредо с акцијама, из Београда је велики број младих људи отишао у партизанске одреде који су дејствовали у ближој или даљој околини.

### Рад илегалне штампарије ЦК КПЈ у окупираном Београду
Графички радници, Слободан Јовић и Бранко Ђоновић, добровољно су прихватили да буду непрекидно у скривеној штампарији и да у њој организују штампање летака, новина, билтена и другог материјала који је потребан антифашистичком покрету. Ова штампарија имала је велики број својих сарадника, уметника, књижевника и других извештача који су доносили извештаје, текстове, илустрације и важне податке. Сви су они одано радили и чували велику тајну, чак и онда када су били ухапшени, па и када су одвођени у логор смрти, на Бањици. Агенти специјалне полиције чинили су зверства над ухапшенима, само да дођу до податка, до места и људи који раде у штампарији.
Три године су у скривеној штампарији на Дедињу радили Слободан и Бранко, оглашавајући се редовно у данима када су окупатори тврдили да је покрет уништен и да штампарије више нема.
Пред само ослобођење Београда домаћи издајници, агенти и Гестапо успели су да коначно уђу у траг штампарији, 29. јула 1944. године. Полиција је опколила кућу и кренула ка циљу. О овој издаји и о свим догађајима на време су били обавештени Слободан и Бранко. Сав су материјал који се налазио у штампарији уништили и спалили. са упереним пиштољима дочекали су полицију. Нису се предали. последње метке својих револвера оставили су за себе, да не би пали живи у руке непријатељу. како су заједнички радили и у борби положили своје младе животе, тако су и сахрањени у заједничку раку на гробљу ослободилаца Београда. За свој велики удео у Народноослободилачкој борби и пожртвовану одбрану штампарије, 1946. године Бранко Ђоновић и Слободан Јовић су проглашени народним херојима Југославије.

## Борбе за ослобођење Београда
Београд, главни град Србије и Југославије, ослободиле су 20. октобра 1944. године јединице НОВЈ и Црвене армије.
Јединицама НОВЈ командовао је генерал-лајтнант Пеко Дапчевић, народни херој, а јединицама Црвене армије генерал Владимир Иванович Жданов.

## Београд град Херој
Поводом тридесетогодишњице ослобођења Београда, 20. октобра 1974. године, председник СФРЈ Јосип Броз Тито, уручио је председнику Скупштине града Београда Живораду Ковачевићу Орден народног хероја, којим је одликовао град Београд, за изузетни допринос Народноослободилачкој борби народа Југославије и борби против фашизма.
Јосип Броз Тито тада је рекао:
„Другарице и другови, припала ми је велика част да могу данас овдје, послије тридесет година, предати један од највиших ордена, Орден народног хероја - граду Београду. граду хероју. Морам да кажем да ми је тешко наћи ријечи да објасним зашто ми данас, послије тридесет година, предајемо Орден народног хероја граду Београду. Печат херојаграду Београду дали су они којих данас међу нама више нема. То су били омладинци и омладинке, дјеца и одрасли људи, борци који су ишли у смрт да би, дајући своје животе, допринијели ослобођењу овога града и цијеле Југославије. На улицама Београда омладинци и омладинке, готово дјеца, гинули су у вријеме када су највише вољели да живе, не слијепо и авантуристички, већ дубоко увјерени да се боре за нешто што је много више него што су њихови животи - за слободу својих народа, за слободу свога града. Ти људи - и дјеца и одрасли који су током четири године на улицама Београда пркосили непријатељу, пркосили окупатору и домаћим издајницима, својим херојством су дали не само печат хероја овом граду него су и својом крвљу прали срамоту коју су нанели издајници који су се нашли ту, у граду Београду. И данас, послије тридесет година, ми овдје морамо да изразимо вјечиту захвалност, коју дугују не само данашње него и будуће генерације, онима који су својим животима Београду дали слободу и допринијели његовом херојству. Ја сам дубоко почашћен што је баш мени пружена могућност да овдје предам овај орден. Јер, ја сам тад био у Београду и својим очима видио како је то изгледало. Ја немам других ријечи, не могу их наћи, него да још једном овдје кажем: хвала оним херојима, хвала тој омладини и свима онима који су тада дали своје животе, пружајући примјер и садашњим и будућим генерацијама. Таква треба да буде наша омладина - и данас и у будућности. Хвала.“

## Истакнуте личности Народноослободилачког покрета и народни хероји Београда
- Олга Алкалај (1907—1942) адвокатски приправник. Чланица КПЈ од пре рата. Септембра 1941. постала члан привременог Месног комитета КПЈ за Београд. Ухапшена новембра 1941. и била заточена најпре у логору Бањица, а потом у логору Сајмиште. Убијена 15. марта 1942. године.[1]
- Милутин (1912—1944) аутомеханичар и Ратка Благојевић (1914—1944) домаћица. Милутин је био члан КПЈ од пре рата. У њиховом стану у Крајинској улици налазила се од октобра 1943. до јула 1944. илегална штампарија ЦК КПЈ. Након њеног откривања они су ухапшени и одведени у логор Бањица. Стрељани су 6. септембра 1944. у Маринковој бари.[2]
- Душан Богдановић (1885-1944) публициста и политичар. Био је члан Главног одбора Народне сељачке странке и одржавао контакте са КПЈ и НОП. Ухапшен октобра 1943.[3] и заточен 1. марта 1944.[4] у Бањички логор. Стрељан 7. септембра 1944. на Јеврејском гробљу.[2]
- Теодор Бороцки (1903—1942) лекар. Јануара 1942. учествовао у организацији бекства Иванке Муачевић Николиш из затворске болнице, након чега је напустио Београд. Ухапшен септембра 1942. у Ивањици. Приликом саслушавања у Специјалној полицији, 3. октобра 1942. искористио је непажњу иследника и извршио самоубиство скоком кроз прозор.[2]
- Мирослав Букумировић (1914—1942) студент права. Члан Петог рејонског комитета КПЈ и учесник више оружаних акција у окупираном Београду. Маја 1942. ухапшен приликом покушаја пребацивања на слободну територију. У затвору Специјалне полиције извршио самоубиство 10. јуна 1942. године. Народни херој.[5]
- Србијанка (1920—1944) студент медицине и Јованка Букумировић (1910—1944) учитељица. Србијанка је била члан КПЈ од 1942. и радила је у партијској техници Покрајинског комитета КПЈ за Србију, Јованка је такође радила у техници ПК КПЈ за Србију и била извидница партијским куририма. Ухапшене су октобра 1943. и одведене у логор Бањица. Србијанка је стрељана 7. септембра 1944. у Јајинцима, а Јованка је убијена у логору 11. септембра 1944. године.[5]
- Мате Видаковић (1907—1942) обућарски радник. Члан КПЈ од пре рата. Био учесник Шпанског грађанског рата, где је завршио диверзантски курс. После окупације радио на изради темпираних мина за извођење диверзија у Београду. Приликом израде једне мине, јула 1941, дошло је до несреће у којој је био тешко рањен, а потом ухапшен од стране Гестапоа. Стрељан 15. августа 1941. у Скели.[6]
- Војислав Вучковић (1910-1942), музиколог, композитор и диригент. Члан КПЈ од пре рата. После окупације, као интелектуалац радио на промовисању НОП-а на Београдском универзитету. Ухапшен 24. децембра 1942. и сутрадан умро од задобијених рана.
- Ђука Динић (1914-1943), текстилна радница. Члан КПЈ од пре рата. После окупације радила као члан Месног комитета КПЈ за Београд. Ухапшена 23. септембра 1942. и заточена у Бањичком логору. Стрељана 25. маја 1943. у Јајинцима, илегалним именом Радмила Обрадовић. За народног хероја проглашена 6. јула 1945. године.
- Тодор Дукин
- Стеван Дукић
- Бранко Ђоновић
- инг Василије Ивановић,
- Јанко Јанковић
- Слободан Јовић
- Мија Ковачевић
- Јанко Лисјак
- Зага Маливук
- Милош Мамић
- Милош Матијевић Мрша
- Филип Мацура (1917-1941), студент медицине. Члан КПЈ од пре рата. Ухапшен 11. септембра 1941. и стрељан после пар дана на Бањици.
- Вукица Митровић
- Давид Пајић
- др Ненад Парента
- Владета Поповић Пинецки (1911-1941), студент медицине. Члан КПЈ од пре рата. Био учесник шпанског грађанског рата. После окупације радио у илегалној штампарији Покрајинског комитета КПЈ за Србију у Београду. Ухапшен јуна 1941. и 18. јула стрељан.
- Милентије Поповић (1913-1971), инжењер. Члан КПЈ од пре рата. После окупације, био члан Трећег рејонског комитета КПЈ у Београду. Крајем септембра 1941. преузео дужност секретара Месног комитета КПЈ за Београд. Октобра 1941, због опасности да буде ухапшен, прешао на ослобођену територију. После ослобођења био активни друштвено-политички радник. Носилац Партизанске споменице 1941.
- Нада Пурић
- Јованка Радаковић
- Владислав Рибникар (1900-1955), новинар. Пре рат био директор листа „Политика“ и симпатизер КПЈ. После окупације, заједно са супругом Јаром прикључио се НОП-у. У њиховој кући, 4. јула 1941. одржана седница ЦК КПЈ. Октобра 1941. ухапшен и заточен у Бањичком логору. Пуштен маја 1942, али задржан у кућном притвору. Средином 1943. успео да се пребаци на ослобођену територију. После ослобођења био активни друштвено-политички радник. Носилац Партизанске споменице 1941.
- Корнелија Сенде-Поповић (1914—1941)
- Станислав Сремчевић
- Јован Стојсављевић
- Ђуро Стругар
- Мирко Томић
- Јелена Ћетковић
- Радмила Шнајдер
- Милица Шуваковић
- Јосиф Јозо Шћурла (1922-1942), зидарски радник. Члан КПЈ од пре рата. После окупације најпре политички радио у Земуну, а почетком 1942. прешао у Београд на дужност организационог секретара МК СКОЈ-а за Београд. Ухапшен и убијен, фебруара 1942. године.